# Bedřich Šindelář
Bedřich Šindelář (7. července 1917 – 28. dubna 1996) byl český marxistický historik, který působil na Masarykově Univerzitě v Brně.
Zabýval se především dějinami Evropy a Českých zemí v raném novověku. Od roku 1953 byl docentem Filozofické fakulty MU, profesorem (obor obecné dějiny kapitalismu) v letech 1963-1988. V období 1976-1980 byl děkanem Filozofické fakulty MU. Po únoru 1948 a v době normalizace se aktivně podílel na čistkách v řadách zaměstnanců Filozofické fakulty. Hlavním polem jeho působnosti byly čarodějnické procesy, třicetiletá válka a dějiny Nizozemí. Jeho interpretace čarodějnických procesů je považována za značně tendenční. Šindelář napadá západní křesťanství a vyzdvihuje přednosti východního na základě toho, že v ortodoxních oblastech bylo daleko méně procesů s čarodějnicemi. V letech 1952–1986 byl šéfredaktorem Časopisu Matice moravské.
Československá akademie věd mu v roce 1977 udělila stříbrnou oborovou plaketu F. Palackého za zásluhy ve společenských vědách.

## Vybrané publikace

### Knihy
- Hon na čarodějnice. Západní a střední Evropa v 16.-17. století. Svoboda, Praha, 1986. 255 stran.
- Ohlas mad'arské revoluce 1848-1849 na Moravě a ve Slezsku. Nakladatelství ČSAV, 1957. 97 stran.
- Útěk poddaných z Čech na Moravu po třicetileté válce. Academia, 1985. 92 stran.
- Úvod do studia historie. Rektorát UJEP, 1981. 104 stran.
- Vestfálský mír a česká otázka. Nakladatelství Československé Akademie Ved, 1968. 378 stran.
- Vilém Oranžský. Svoboda, Praha, 1968. 224 stran.
- Z deǰin dělnického hnutí na Brněnsku: od nejstarších počátků do založení KSČ. Krajské nakladatelství, 1956. 194 stran.

### Články
- Několik poznámek k otázce našeho vystěhovalectví v epoše kapitalismu. Sborník prací Filozofické fakulty brněnské univerzity. C, Řada historická. 1954, vol. 3, iss. C1, pp. [18]-44. Dostupné online
- K otázce dělnického hnutí v pruském a rakouském Slezsku v letech 1793-1846. Sborník prací Filozofické fakulty brněnské univerzity. C, Řada historická. 1956, vol. 5, iss. C3, pp. [123]-144. Dostupné online
- K otázce nástupu éry kapitalismu v Německu : (příspěvek k problému periodisace). Sborník prací Filozofické fakulty brněnské univerzity. C, Řada historická. 1957, vol. 6, iss. C4, pp. 105-119. Dostupné online
- Slezská otázka na mírovém kongresu vestfálském 1643-1648. Sborník prací Filozofické fakulty brněnské univerzity. C, Řada historická. 1961, vol. 10, iss. C8, pp. [266]-295. Dostupné online
- Konec "honu na čarodějnice" v tereziánské době u nás. Sborník prací Filozofické fakulty brněnské univerzity. C, Řada historická. 1970, vol. 19, iss. C17, pp. [89]-107. Dostupné online
- Hon na čarodějnice v západní historiografii po druhé světové válce : (výběrový přehled). Sborník prací Filozofické fakulty brněnské univerzity. C, Řada historická. 1973, vol. 22, iss. C20, pp. 168-187. Dostupné online
- "Hon na čarodějnice" ve francouzských ženských klášterech prvé poloviny 17. století. Sborník prací Filozofické fakulty brněnské univerzity. C, Řada historická. 1976-1977, vol. 25-26, iss. C23-24, pp. [81]-111. Dostupné online
- Západ a Východ ve vztahu k masovému "honu na čarodějnice" v Evropě. Sborník prací Filozofické fakulty brněnské univerzity. C, Řada historická. 1980, vol. 29, iss. C27, pp. [77]-88. Dostupné online
- Čarodějnictví a jeho pronásledování u nás do r. 1526. Sborník prací Filozofické fakulty brněnské univerzity. C, Řada historická. 1981, vol. 30, iss. C28, pp. [177]-206. Dostupné online
- Vznik kapitalistické světové soustavy : několik poznámek a úvah. Sborník prací Filozofické fakulty brněnské univerzity. C, Řada historická. 1984, vol. 33, iss. C31, pp. [121]-134. Dostupné online
- Francouzská buržoazní revoluce a svobodní zednáři. Sborník prací Filozofické fakulty brněnské univerzity. C, Řada historická. 1985, vol. 34, iss. C32, pp. [93]-109. Dostupné online
- Osvícenský absolutimus a zednářství ve střední Evropě. Sborník prací Filozofické fakulty brněnské univerzity. C, Řada historická. 1986, vol. 35, iss. C33, pp. [135]-143. Dostupné online